# Ждраљица (река)
Ждраљица је река у Србији, која извире јужно од Крагујевца, у селу Горња Сабанта, код брда Ливада (480 m). Дужина тока је око 13 km, а површина слива 40 km². Највећа притока јој је Медна (дужина тока је око 7 km). Ждраљица се улива у реку Лепеницу. Протиче кроз насеља: Горња Сабанта, Доња Сабанта, Ждраљица и Белошевац. У истоименом насељу Ждраљица, налази се и водопад Дубоки поток, чији је поток притока реке Ждраљице.

## Живи свет у реци
Због великог загађења реке, живи свет у реци је јако сиромашан. У горњем току, у подручју од око 4 km од извора, може се наћи ситна риба (претежно риба поточарка) и неке врсте водоземаца. Идући даље, живи свет у реци скоро у потпуности нестаје.